# Nils Rosenius
Nils Olof Hjalmar Rosenius, född den 10 juli 1898 i Ockelbo församling, Gävleborgs län, död den 21 juli 1972 i Linköping, var en svensk ämbetsman.
Rosenius avlade juris kandidatexamen vid Uppsala universitet 1923. Han blev extra länsnotarie i Örebro län 1926, ordinarie länsnotarie i Uppsala län 1936 och länsassessor i Kopparbergs län 1938. Rosenius var landssekreterare i Jämtlands län 1943–1952 och i Östergötlands län 1952–1963. Han blev riddare av Nordstjärneorden 1946 och kommendör av samma orden 1953.